# Пашин Поток
45°10′ пн. ш. 15°46′ сх. д. / 45.17° пн. ш. 15.76° сх. д.
Пашин Поток (хорв. Pašin Potok) — населений пункт у Хорватії, у Карловацькій жупанії у складі громади Цетинград.

## Населення
Населення за даними перепису 2011 року становило 200 осіб.
Динаміка чисельності населення поселення: